# Hutsepot
Hutsepot (Frans: hochepot) is een typisch Vlaamse stoofschotel niet te verwarren met het Nederlandse gerecht hutspot. Het Groene Boekje zet de twee woorden op één regel en beschouwt ze dus als twee aanvaarde schrijfwijzen van hetzelfde woord. De bereiding van hutspot met gestampte groenten verschilt echter sterk van Vlaamse hutsepot.
Het gerecht is een samenspel van allerlei wintergroenten en brokken vlees, waarvan de keuzes en onderlinge hoeveelheden naar believen en beschikbaarheid worden aangepast. Het is een typisch wintergerecht.

## Ingrediënten en bereiding
De bereiding is vrij eenvoudig, maar de volgorde van het toevoegen van de ingrediënten is van belang:

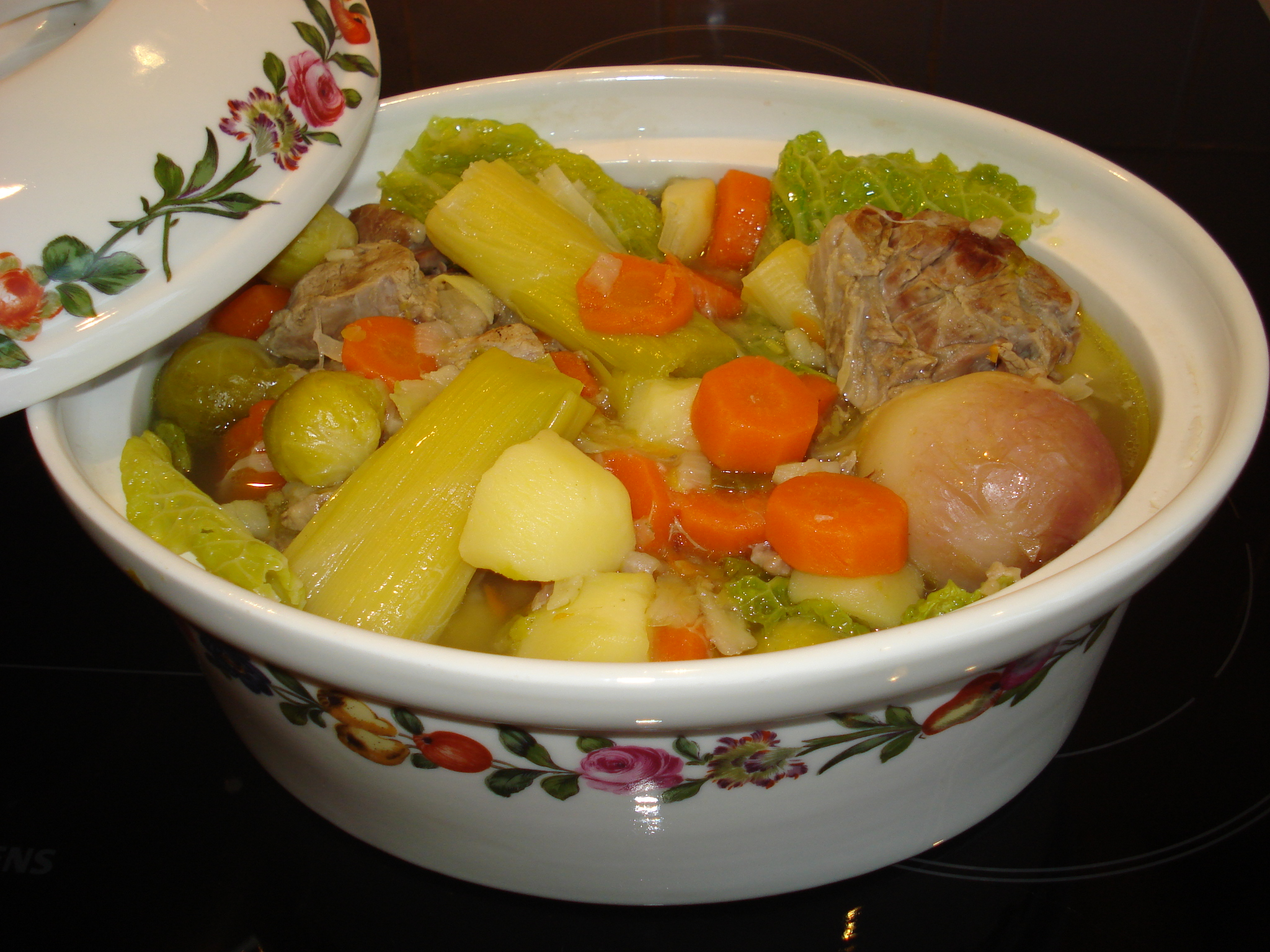
Vlaamse hutsepot

1. Wat boter smelten en laten bruinen.
2. Eén of enkele van de onderstaande soorten vlees toevoegen:
- Runds: Platte ribben, boullie, (eventueel kalfs)schenkel, mergpijp, ossenstaart
- Varken: worst, wangen, poten, oren, staart, buikspek, spiering, (eventueel lage) ribben, hammetje
- Schaap: schouder, (eventueel lams)ribben, lamsnek

3. Laurierblaadjes, tijm en salie in de bouillon verwerken
4. Aardappelen, minstens drie soorten vrij harde groenten en de overige kruiden bereiden: eerst de hardste als winterwortel en aardappel, daarna spruiten, knolselderij, raap, pastinaak, selder, prei, ui en sjalot toevoegen, ten slotte de zachtste kool (witte kool, savooiekool). Als kruiden komen kruidnagel, geplette jeneverbes, bonenkruid en marjolein in aanmerking.
5. Het vlees met vleesnat bij de groenten voegen en er wat muskaatnoot overheen raspen. Indien de aardappelen afzonderlijk gekookt werden, komen die er nu ook bij. Zacht omroeren en verder laten sudderen.
6. Hardere kruidenresten (laurier, tijmtakjes, jeneverbes) verwijderen vooraleer te serveren.
Men vindt aardig wat vrijheid van samenstelling en bereiding naargelang de familiale tradities en gastronomische aspiraties.
Niet vergeten wat mosterd ter beschikking te stellen voor de liefhebbers. Tip: deze schotel kan ook een dag op voorhand klaargemaakt worden; velen vinden het gerecht 's anderendaags nog smeuïger.